# 小野述信
小野 述信（石斎）（おの のぶざね（せきさい）、文政7年7月15日（1824年8月9日） - 明治43年（1910年）12月14日）は、幕末の長州藩の国学者、明治時代の国学者、官僚。従六位。通称は石斎（せきさい）水石。 幕末を代表する人物達、伊藤博文、木戸孝允等と関係も深く、また吉田松陰の兄の民治との関係も深い。妻・美都との間に長男徳太郎、長女初音、次女菊江、三女梅江。四女静江がいる。
初め明倫館の小学師匠となり、弘化3年（1846年）の明倫館再修の際、十日市筋角に設けられた下級武士や庶民のための学問所である敬身堂では心学を講義した。また、明治元年（1868年）長州藩の浦上宗徒預りでは、小野述信が教諭掛として「人事を尽し教諭致し良民に立ち戻り候よう」とキリスト教から神道へ改心するよう説いた。
神道による祭政一致を掲げる維新政府の宗教政策として、神祇官による全国の神社の指揮統制や神仏分離と並び、キリスト教対策が重要課題であった。政府は従前のキリスト教禁制を維持したものの、西欧諸国の解禁要求を拒絶するのは困難であった。そこで政府はキリスト教対策を弾圧から教化へ転換し、国民を教育することでキリスト教の拡大を抑えることとした。
長州の儒臣として早くから国民教導の必要性を説いていた小野は、国民教導を担う教導局の設置を唱えた。小野は明治元年9月御用召、同年11月上京、同年12月外国官出任洋教取調御用掛、明治2年3月教導取調局御用、同年7月神祇権少祐となった。同年10月、神祇官に出仕し、宣教権判事となり皇道を進講した。
明治4年（1871年）8月、政府は神祇官を神祇省に改め、さらに翌年には神仏儒の合同布教体制における国民教化の専門機関として、教部省に改組した。小野述信は教部省の教部小丞として風教改善に従事した。教部小丞を退任後、群馬県師範学校の校長（1879年5月～1880年4月）を務めた。その後、息子である小野徳太郎が『藍田学舎』という塾を創設し、晩年、小野述信も小野徳太郎と共に若き後輩達への教育を生涯を通して行った。
著書に『神教要旨』『霊魂真理』がある。